# Lebo M
Lebohang Morake of kortweg Lebo M (Johannesburg, 20 mei 1964), is een Zuid-afrikaanse componist. Hij is het meest bekend voor het maken van muziek voor de film The Lion King. Hij werd aanbevolen aan Disney door Hans Zimmer, de filmcomponist en werd later aangenomen voor het vormen van en regelen van het afrikaanse koor dat zong voor de films. Hij heeft ook de muziek gemaakt voor de cd Rhythm of the Pride Lands en het vervolg van The Lion King, The Lion King II: Simba's Pride. In 1995 heeft hij samen met Jimmy Cliff het liedje "Hakuna Matata" gezongen. Ook zong Lebo, samen met Carmen Twillie, de Engelstalige versie van het liedje "Circle of Life". Hierin zong Lebo in het Zoeloe.

## Privé
Lebohang werd geboren op 20 mei 1964 in Soweto, Johannesburg. Door apartheid getekend en geïnspireerd door Nelson Mandela, spendeerde Lebo meerdere jaren met hard werken in de sloppenwijken van Los Angeles, waaronder bedelen en het serveren in een McDonald's. Hij was verbannen uit Zuid-Afrika in 1979, maar kwam 20 jaar later terug. Hij leeft met zijn familie in Johannesburg en Los Angeles. Later richtte hij de Lebo M Foundation en Till Dawn Entertainment op.

## Filmografie
Lebo heeft voor meerdere films muziek gecomponeerd, geregeld, uitgevoerd en gemaakt.
- 1985: The Color Purple
- 1989: Back on the Block
- 1990: Listen Up: The Lives of Quincy Jones
- 1992: The Power of One
- 1993: Made in America
- 1994: The Lion King
- 1995: Congo
- 1995: Born to Be Wild
- 1995: Outbreak
- 1997: The Lion King (musical)
- 1998: The Lion King II: Simba's Pride
- 1998: Mighty Joe Young
- 2000: Long Night's Journey Into Day
- 2000: Dinosaur
- 2003: Tears of the Sun
- 2004: The Lion King 1½
- 2005: Tarzan II
- 2005: Chicken Little
- 2005: Kronk's New Groove
- 2007: No Reservations
- 2014: Blended
- 2016: The Legend of Tarzan
- 2019: The Lion King
- 2022: The Woman King
- 2024: Mufasa: The Lion King

## Discografie

### Albums
| Album met eventuele hitnotering(en) in de Nederlandse Album Top 100 | Datum van verschijnen | Datum van binnenkomst | Hoogste positie | Aantal weken | Opmerkingen                         |
| ------------------------------------------------------------------- | --------------------- | --------------------- | --------------- | ------------ | ----------------------------------- |
| Mufasa: The Lion King                                               | 13-12-2024            | 04-01-2025            | 97              | 1*           | met Lin-Manuel Miranda / soundtrack |

### Singles
| Single met eventuele hitnotering(en) in de Nederlandse Top 40 | Datum van verschijnen | Datum van binnenkomst | Hoogste positie | Aantal weken | Opmerkingen     |
| ------------------------------------------------------------- | --------------------- | --------------------- | --------------- | ------------ | --------------- |
| Hakuna matata                                                 | 1995                  | 10-6-1995             | 11              | 10           | met Jimmy Cliff |

| Single met hitnotering(en) in de Vlaamse Ultratop 50 | Datum van verschijnen | Datum van binnenkomst | Hoogste positie | Aantal weken | Opmerkingen     |
| ---------------------------------------------------- | --------------------- | --------------------- | --------------- | ------------ | --------------- |
| Hakuna matata                                        | 21-02-1995            | 24-06-1995            | 46              | 3            | met Jimmy Cliff |

## Prijzen en nominaties
| Jaar | Prijs        | Categorie | Werk             | Uitslag     |
| ---- | ------------ | --- | ---------------- | ----------- |
| 1995 | Grammy Award | Beste instrumentaal arrangement met zang, voor "Circle of Life / Nants' Inginyama" (Gedeeld met: Hans Zimmer)     | The Lion King    | Gewonnen    |
| 2005 | Annie Award  | Beste muziek in een animatiefilmproductie (Gedeeld met: Don Harper, Johnny Clegg, Martin Erskine & Seth Friedman) | The Lion King 1½ | Genomineerd |

- Bibsys: 5100004
- Biblioteca Nacional de España: XX1617096
- Bibliothèque nationale de France: cb13987580b (data)
- Gemeinsame Normdatei: 135498775
- International Standard Name Identifier: 0000 0000 4659 962X
- Library of Congress Control Number: no96065440
- MusicBrainz: a966b097-7981-40c5-82b4-79c6fe28932c
- Bibliotheek van het Japanse parlement: 001304844
- Nationale bibliotheek van Australië: 66186344
- Réseau des bibliothèques de Suisse occidentale: 02-A028477392
- Virtual International Authority File: 76149106264368492153
- WorldCat: E39PBJjCMDr67hxFFrFH9j4wmd